# Joachim Kiteau
Joachim Kiteau (né le 23 juin 1982 à Wallis) est un athlète néo-calédonien, spécialiste du lancer du javelot. Il mesure 1,81 m pour 88 kg et pratique son sport à Strasbourg[Quand ?]. 
Il a été champion du monde cadets en 1999, mais « il n’a jamais percé par la suite ». En raison des faibles possibilités professionnelles dans son sport, il travaille un temps comme vigile dans un supermarché en parallèle. En 2019, vingt ans après l'avoir décroché, il est toujours le détenteur du record de France de lancer de javelot cadets.
Son record personnel est de 79,05 m le 14 juillet 2002 à Saint-Étienne.